# 21406 Джим'ян
21406 Джим'ян (21406 Jimyang) — астероїд головного поясу, відкритий 20 березня 1998 року.
Тіссеранів параметр щодо Юпітера — 3,546.